# 森塞特
森塞特（英語：Sunset，意译为日落镇）是位于美国阿肯色州克里滕登县的一个城镇。根据2010年美国的人口普查，日落镇的总人口为198人。

## 地理
日落镇坐落于克里滕登县的中东部，坐标为北纬35°13′18″，西经90°12′18″。该镇四周被马里昂市包围，东南方距孟菲斯城12英里（19）远，经由镇西的55号州际公路可达。
根据美国普查局的统计数据，日落镇的总面积为0.20平方英里（0.53平方），全部为陆地。

## 人口
根据2000年的人口普查，森塞特人口数为348，包括了135个住户和85个家庭。人口密度为每平方英里1,676.8人。总共有156个住房单位，因此每平方英里有751.7个住房单位。该市人口的4.89%為美国白人，91.09%為非洲裔美国人，剩下2.87%的人来自其他种族，其中1.15%的人具有双重族群身份。拉丁裔美国人占城镇人口的4.02%。
城镇有135个住户，其中含有18岁以下成员的住户占总数的26.7%，22.2%住户为已婚夫妇同居，34.8%的住户为单身女性，37.0%的住户为非家庭，33.3%为单人住户，13.3%的住户有65岁或以上的独居老人。平均每个住户有2.58人，而每个家庭则有3.35人。
城市人口的年龄分布为：18岁以下占29.6%，18至24岁占8.0%，25至44岁占25.6%，45至64岁占20.7%，65岁或以上占16.1%。年龄中位数为37岁。每100名女性匹配拥有87.1名男性，而每100名18岁及以上的女性则匹配拥有84.2名男性。
本镇住户的年收入中位数为17,788美元，家庭年收入中位数为17,250美元。男性居民的年收入中位数为21,750美元，与之相比女性居民则为20,625美元。森塞特的人均年收入为7,766美元。本镇约44.4%的家庭和49.9%的人口生活在贫困线以下，而且79.6%的贫困人口为不满18岁的未成年人，27.9%则为65岁以上的老人。
| 调查年                | 人口 | 备注 | %±     |
| --------------------- | ---- | ---- | ------ |
| 1980                  | 582  |      | —      |
| 1990                  | 571  |      | −1.9%  |
| 2000                  | 348  |      | −39.1% |
| 2010                  | 198  |      | −43.1% |
| 2020                  | 184  |      | −7.1%  |
| U.S. Decennial Census |      |      |        |

## 景观

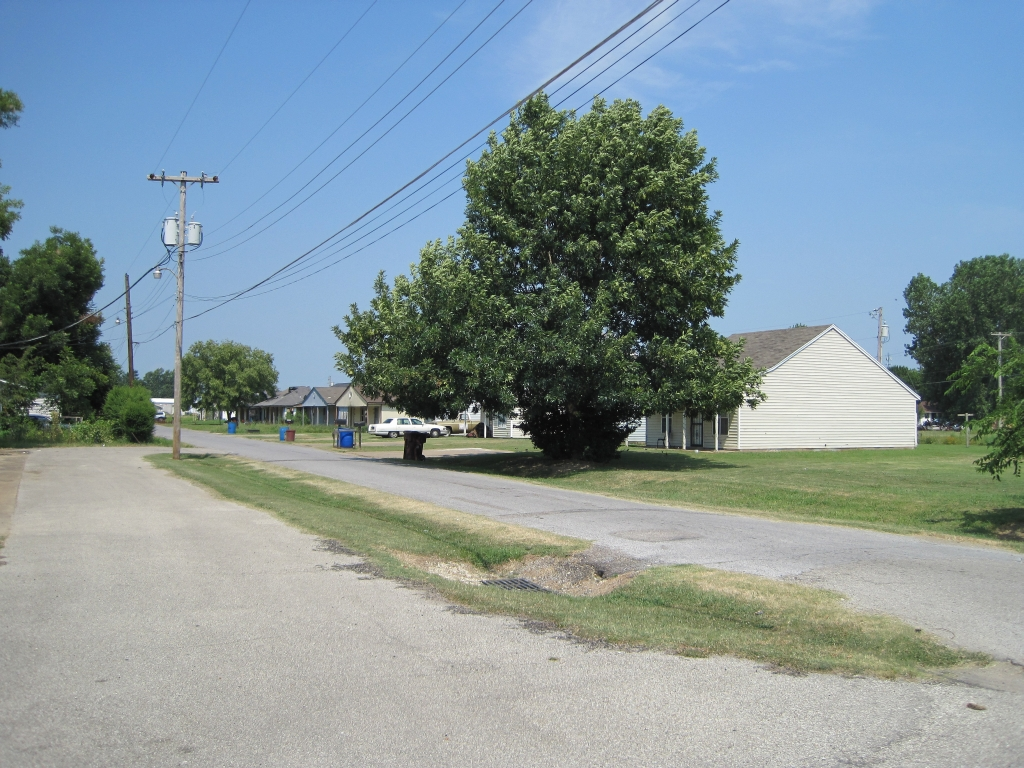
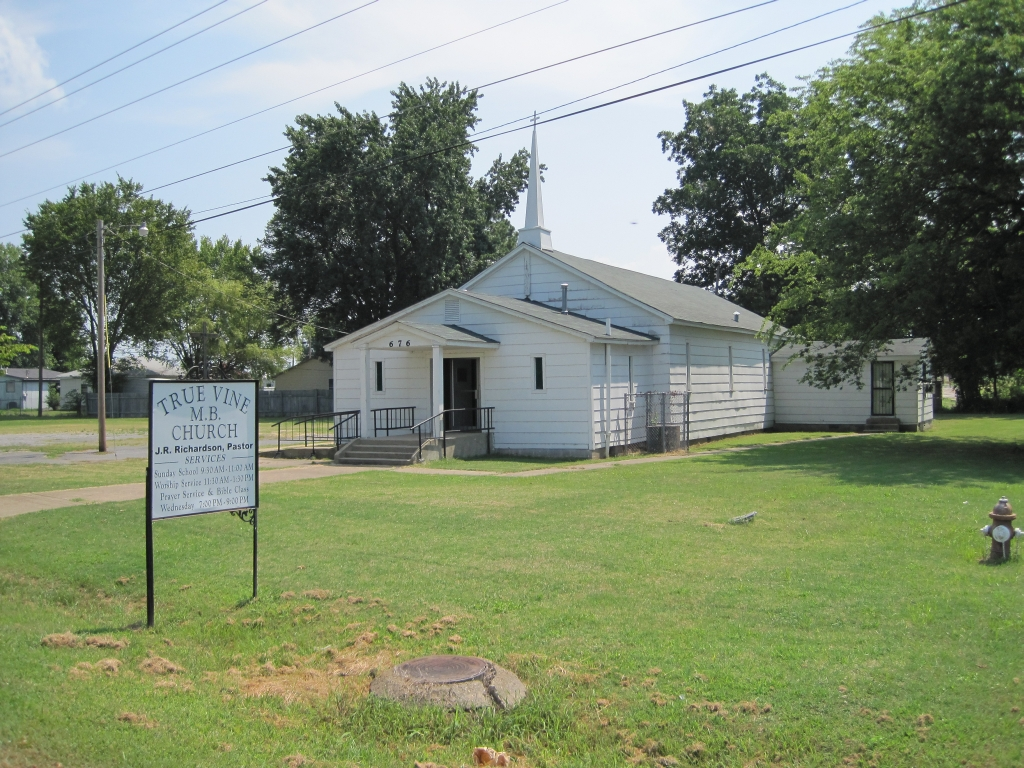
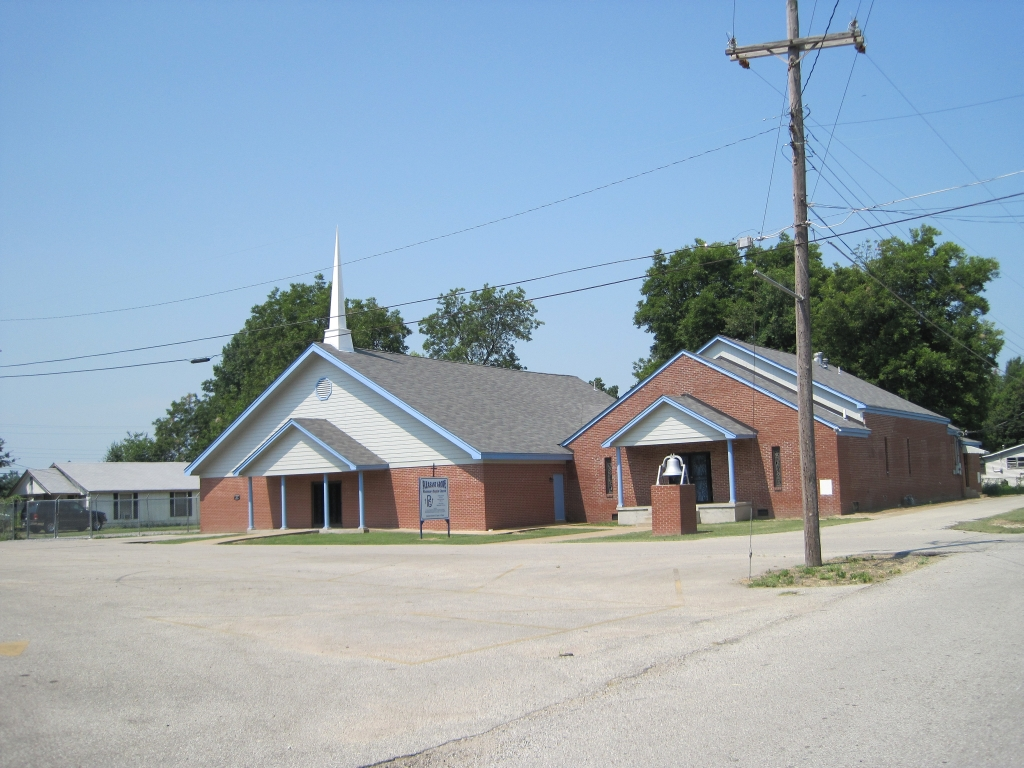

## 註解
1. ↑  详细坐标为35°13′18″N 90°12′18″W / 35.22167°N 90.20500°W (35.221540, -90.204965)
2. ↑  公制转换为（639.8人/平方公里）
3. ↑  公制转换为（286.8/km²）